# Bandera de la Antártida
La Antártida es un continente sin población estable y no tiene una bandera común, pero los miembros del Tratado Antártico adoptaron el 20 de septiembre de 2002 un emblema para representarlo y una bandera derivada de este.

## Adopción
La medida fue adoptada como Decisión 2 (2002) en Varsovia, Polonia, durante la reunión consultiva RCTA XXV - CPA V.

Los Representantes,

Deseando brindar una clara identidad del trabajo de la RCTA y su Secretaría;

Conscientes de que existe un diseño tradicionalmente empleado por las Partes al Tratado Antártico para identificar su trabajo, pero que dicho diseño no goza de una condición formal;

Convencidos de que la adopción de tal diseño mejoraría la presentación del trabajo de la RCTA y su Secretaría cuando estén instaladas en Buenos Aires;

Deciden:

1. Que el diseño adjunto a la presente decisión constituya el emblema formal del Tratado Antártico.

2. Que lo pueda usar: -

- La Secretaría del Tratado Antártico;

- El Estado anfitrión de la RCTA en el período de preparación y durante la reunión consultiva;

- Toda otra Parte consultiva cuando celebre reuniones bajo los auspicios del Tratado Antártico y su Protocolo para el medio ambiente.

- otros con la autorización de la RCTA.

3. Que se exhiba el diseño en los informes oficiales de la RCTA y se lo pueda usar en la sede de la Secretaría del Tratado Antártico, en sus medios oficiales de transporte, así como en sus papeles con membrete, sus comunicaciones electrónicas, informes, banderas, signos, etc.

## Propuestas
Debido a la importancia de esta zona, diversos vexilólogos han propuesto ideas de banderas para este territorio.
El primero en realizar una fue el estadounidense Whitney Smith, director del Centro de Investigación de la Bandera (Flag Research Center en inglés), en 1978. Durante el encuentro anual de la Asociación Vexilológica Norteamericana (North American Vexillological Association (NAVA) en inglés), Smith presentó su idea: una bandera de color naranja en la que, junto al asta, se ubica una gran letra A sostenida por un disco, a su vez sostenida por dos manos, todo en blanco. El color naranja se debe a que este color podría ser usado en la Antártida sin confundirse con el paisaje predominantemente blanco por la nieve; además, es un color neutral ya que no es usado por ninguno de los países con reclamaciones activas sobre este territorio, excepto Argentina que lo usa en su bandera de la provincia de Tierra del Fuego, Antártida e Islas del Atlántico Sur. El disco representa el Hemisferio Sur sostenido por la humanidad.
Sin embargo, la propuesta más usada debido a su simplicidad era la de Graham Bartram, vexilólogo del Instituto de la Bandera (Flag Institute en inglés), quien, el 22 de julio de 1996, diseñó una bandera de paño celeste (semejante al de la bandera de las Naciones Unidas) sobre el cual se dibuja en blanco el mapa de la Antártida. En 2002, el vexilólogo de la Asociación Vexilológica Norteamericana, Ted Kaye, colocó por primera vez esta bandera en la Antártida, izándola temporalmente en los mástiles de la base de Brasil y de la museo de Reino Unido a Port Lockroy durante su itinerario en crucero por la zona.
En 2018, una persona estacionada en la Antártida durante el invierno creó la propuesta True South para la Antártida. Esta bandera fue creada para inspirar a la comunidad entre aquellos que se preocupan y trabajan en el continente. Las rayas azul marino y blancas representan días largos y noches largas. El pico blanco representa montañas e icebergs, la sombra azul marino representa una flecha de brújula, y juntos forman un diamante que simboliza la esperanza para el futuro de la Antártida. La bandera ondeará en varios lugares de la Antártida durante la temporada de verano antártica 2020-2021.

Propuesta de Whitney Smith, 1978.
Propuesta de Graham Bartram, 1996.
Propuesta de True South, 2018.

## Banderas territoriales
Los diversos reclamos existentes en el continente austral utilizan las banderas asignadas por su propio país. Sin embargo, algunos territorios utilizan banderas especiales para este fin.
| País          | Bandera | Bandera | Territorio                                                                               |
| ------------- | ------- | ------- | ---------------------------------------------------------------------------------------- |
| Argentina     |         |         | Provincia de Tierra del Fuego, Antártida e Islas del Atlántico Sur (Antártida Argentina) |
| Australia     |         |         | Territorio Antártico Australiano                                                         |
| Chile         |         |         | XII Región de Magallanes y de la Antártica Chilena (Territorio Chileno Antártico)        |
| Francia       |         |         | Territorios Australes Franceses                                                          |
| Noruega       |         |         | Tierra de la Reina Maud e Isla Pedro I                                                   |
| Nueva Zelanda |         |         | Dependencia Ross                                                                         |
| Reino Unido   |         |         | Territorio Antártico Británico                                                           |